# Parteš
Parteš (albánsky Partesh, srbsky Партеш, Parteš) je malé město na východě Kosova v Gnjilanském okruhu. Nachází se blízko srbských hranic, asi 7 km jihozápadně od Gnjilane, 12 km severovýchodně od Vitiny a asi 52 km jihovýchodně od Prištiny. V roce 2011 žilo v samotném městě 478 obyvatel, v celé připadající opštině potom 1 787 obyvatel. Naprostou většinu obyvatel (99,9 %) tvoří Srbové.
Opština Parteš vznikla 5. srpna 2010 po odtržení od opštiny Gnjilane. V roce 2013 se stala jedním z deseti členů Společenství srbských opštin, které sdružuje opštiny v Kosovu s většinovým srbským obyvatelstvem. Dalšími členy této organizace jsou opštiny Severní Mitrovica, Leposavić, Zvečan, Zubin Potok, Štrpce, Gračanica, Novo Brdo, Ranilug a Klokot.
Opština se skládá z města Parteš, vesnice Donja Budriga a vesnice Pasjane, která je větší než samotný Parteš. Jsou zde postaveny čtyři pravoslavné kostely, protéká tudy řeka Binačka Morava. Městem prochází silnice M-25.3, spojující město Štimlje s městy Uroševac, Gnjilane a se srbskou hranicí.